# 森本正治

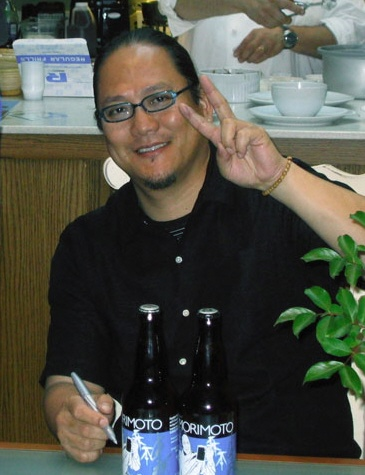
森本正治

森本 正治（もりもと まさはる、1955年5月26日 - ）は、和食料理人。1999年まで放送されたフジテレビ系の料理対決番組 『料理の鉄人』 三代目「和の鉄人」。広島県広島市出身。

## 経歴
高校卒業までは野球少年。プロゴルファー・倉本昌弘は崇徳高校の同級生。自身は野球部主将として1973年（昭和48年）夏の甲子園大会広島県予選決勝に進出。しかし金光興二、達川光男らを擁し同年夏に全国制覇を果たした広島商業に敗れた。高校卒業後、プロ野球選手に次ぐ夢だった寿司職人を目指す。だが就職した寿司屋は丼物から天ぷら、カレーなど洋食も出す定食屋のような店だった。結果的に「この店での経験はのちの創作料理に生きた」と話している。数年この店で修行をした後、夫婦で広島市内中心部に喫茶店を出す。オフィス街で創作ランチのようなモノを出したため、あまり客には受けなかった。
4年でこの店は畳み1985年、カリフォルニアロールなどが人気となり寿司ブームが起きていたアメリカ合衆国に渡る。ニューヨークの寿司屋を渡り歩いた後、ソニー本社ビル35階の役員専用ダイニング「ソニークラブ」の新規募集に合格。
1993年、松久信幸と出会い、ロバート・デ・ニーロらとの共同経営でオープンした日本料理レストラン「NOBU」の開店に携わり、実質総料理長となった。創作和食を提供した同店は大きな評判を呼び、人気レストランとなった。世界一採点が厳しいことで知られるニューヨーク・タイムズの料理記者から絶賛された。ニューヨークの食通の間で有名となった事で『料理の鉄人』のプロデューサーに目を付けられ1998年、『料理の鉄人』に三代目「和の鉄人」として登場することとなった。伝統と格式がものをいう日本料理の世界で当初は大きな反撥を受けた。しかし「アメリカ仕込み、ニューヨーク仕込みの和食」として“納豆のコーラ煮デザート”など意表を突く創作料理を繰り出し大きな話題を呼んだ。
　
- 2001年11月、フィラデルフィアに自身の店「MORIMOTO」を開店。2005年からアメリカ合衆国で放送されている「アイアン・シェフ・アメリカ」でも鉄人を務めている。
- 2005年、六本木に2店舗目の「restaurant morimoto XEX」を開店した。
- 2010年7月、アメリカのナパにレストラン「Morimoto Napa」を開店。
- 2011年4月11日、アメリカで放送されたドラマHawaii Five-0シーズン1第20話「父の想い（原題：Ma Ke Kahakai）」にレストラン「MORIMOTO」の料理長として本人役で出演。歌声を披露している。
- 2012年現在、ニューヨーク、フィラデルフィア、ハワイ・ワイキキ、インド・ムンバイなどに7店舗を展開。年商約5000万ドル（約42億円）。

「アイアン・シェフ・アメリカ」で鉄人を務めていることで森本はアメリカでも有名である。2012年、国際社会で顕著な活動を行い世界で『日本』の発信に貢献した業績をもとに、外国人プレス関係者により構成される、世界で活躍し『日本』を発信する日本人プロジェクトより、内閣府から世界で活躍し『日本』を発信する日本人の一人に選ばれた。

## テレビ出演
- 日経スペシャル ガイアの夜明け 日本の味に世界が踊る ～フードビジネスが狙う和食～（2006年2月21日、テレビ東京）[3]。- ニューヨーク進出を取材。
- 日経スペシャル カンブリア宮殿 世界に高級店続々！和食の鉄人 ～ジリ貧日本復活の鍵は、超絶和食にあり！～（2011年5月5日、テレビ東京）[4]

## 著書
- 『No.1(いちばん)』（著者:佐藤芳之）（1999年8月30日、扶桑社）ISBN 9784594027605